# 스펜서 컨피덴셜
《스펜서 컨피덴셜》(영어: Spenser Confidential)은 2020년에 넷플릭스에서 방영한 미국의 영화이다.

## 캐스팅
주연
- 마크 월버그 : 스펜서 역
- 윈스턴 듀크 : 호크 역
- 알란 아킨 : 헨리 시몰리 역

조연
- 일라이자 슐레싱거 : 시시 역
- 마크 마론 :  웨인 코스그로브 역
- 포스트 말론 : 스퀴브 역
- 콜린 캠프 : 마라 역